# Aratinga maculata
Il parrocchetto pettozolfo (Aratinga maculata (Statius Müller, 1776)) è un uccello della famiglia degli Psittacidi, endemico del Brasile.